# Số Lebesgue
Trong tô pô, bổ đề số Lebesgue là công cụ hữu dụng trong không gian mêtric compact. Bổ đề nói rằng:
Cho {\displaystyle A} là phủ mở của không gian mêtric {\displaystyle (X,d)}. Nếu {\displaystyle X} là compact, thì có {\displaystyle \varepsilon >0} sao cho với mỗi quả cầu bán kính {\displaystyle \varepsilon } thì chứa trong một thành phần của {\displaystyle A}.

## Chứng minh
Với mỗi {\displaystyle x\in X} có một tập mở {\displaystyle U_{x}\in A} chứa {\displaystyle x}. Có một số {\displaystyle \varepsilon _{x}>0} sao cho quả cầu {\displaystyle B(x,2\varepsilon _{x})} chứa trong {\displaystyle U_{x}}. Họ 
{\displaystyle \left\{B(x,\varepsilon _{x})|x\in X\right\}}
là phủ mở của {\displaystyle X}, nên có phủ con hữu hạn 
{\displaystyle \left\{B(x_{i},\varepsilon _{i})|1\leq i\leq n\right\}}.
Đặt 
{\displaystyle \varepsilon =\min \left\{\varepsilon _{i}|1\leq i\leq n\right\}}.
Giả sử rằng {\displaystyle y\in B(x,\varepsilon )}. Khi đó có {\displaystyle i_{0},1\leq i_{0}\leq n}, sao cho {\displaystyle x\in B(x_{i_{0}},\varepsilon _{i_{0}})}. Ta có
{\displaystyle d(y,x_{i_{0}})\leq d(y,x)+d(x,x_{i_{0}})<\varepsilon +\varepsilon _{i_{0}}\leq 2\varepsilon _{i0}.}
Điều này dẫn đến {\displaystyle y} nằm trong thành phần {\displaystyle U_{x_{i_{0}}}} của {\displaystyle A}, và {\displaystyle B(x,\varepsilon )} chứa trong {\displaystyle U_{x_{i_{0}}}}.